# Holmträsket (Stensele socken, Lappland, 724876-154711)
Holmträsket är en sjö i Storumans kommun i Lappland och ingår i Umeälvens huvudavrinningsområde. Sjön har en area på 0,698 kvadratkilometer och ligger 529,4 meter över havet. Sjön avvattnas av vattendraget Holmträskbäcken.

## Delavrinningsområde
Holmträsket ingår i det delavrinningsområde (725006-154709) som SMHI kallar för Utloppet av Holmträsket. Medelhöjden är 548 meter över havet och ytan är 3,87 kvadratkilometer. Räknas de 4 avrinningsområdena uppströms in blir den ackumulerade arean 19,44 kvadratkilometer. Holmträskbäcken som avvattnar avrinningsområdet har biflödesordning 3, vilket innebär att vattnet flödar genom totalt 3 vattendrag innan det når havet efter 302 kilometer. Avrinningsområdet består mestadels av skog (78 procent). Avrinningsområdet har 0,69 kvadratkilometer vattenytor vilket ger det en sjöprocent på 17,9 procent.